# لوس ألتوس (إسبانيا)
بلدية لوس ألتوس (بالإسبانية: Los Altos)‏, هي إحدى بلديات مقاطعة برغش, التي تقع في منطقة قشتالة وليون, والتي تقع في شمال غرب أسبانيا.
بلغ عدد سكانها 221 نسمة وفقاً لأحصاء السكان عام 2002.